# Swertia shigucao
Swertia shigucao är en gentianaväxtart som beskrevs av Zheng Yin Zhu. Swertia shigucao ingår i släktet Swertia och familjen gentianaväxter. Inga underarter finns listade i Catalogue of Life.